# Floribundaria floribunda
Floribundaria floribunda är en bladmossart som beskrevs av Fleischer 1905. Floribundaria floribunda ingår i släktet Floribundaria och familjen Meteoriaceae. Inga underarter finns listade i Catalogue of Life.